# Bombus kashmirensis
Espèce
Bombus kashmirensis est une espèce de bourdons du sous-genre Alpigenobombus.